# Waste of Mind
Waste of Mind è il secondo album della band statunitense pop punk-rap Zebrahead, pubblicato dalla casa discografica Doctor Dream Records nel 1998. In quest'album sono presenti alcune tracce del primo album Zebrahead. L'album ha venduto oltre 150 000 copie negli Stati Uniti d'America.
La canzone Check è stata inclusa nella colonna sonora di Tony Hawk's Pro Skater 3.

## Singoli
- Get Back: pubblicato come primo singolo dell'album alla fine del 1998, ha venduto più di 150,000 solo negli Stati Uniti ed è attualmente la canzone più redditizia della band, piazzandosi al numero 32 della US Hot Modern Rock Tracks. Il singolo venne anche pubblicato in Australia, Giappone e Canada, accompagnato da un video musicale.
- The Real Me: pubblicato come secondo singolo negli USA e in Giappone ad inizio 1999, fu riprodotto maggiormente nelle radio Californiane.
- Feel This Way: pubblicato come terzo singolo nell'estate del 1999, esclusivamente per il mercato Giapponese.
- Someday: pubblicato come terzo singolo negli Stati Uniti, non ricevette molta attenzione da parte delle radio e, di conseguenza, vennero stampate pochissime copie tra l'estate e l'autunno del 1999.

## Tracce
1. Check – 2:26
2. Get Back – 3:32
3. The Real Me – 3:57
4. Someday – 3:02
5. Waste of Mind – 3:32
6. Feel This Way – 3:44
7. Walk Away – 3:22
8. Big Shot – 3:00
9. Swing – 2:50
10. Jag Off – 3:25
11. Time – 3:10
12. Move On – 4:08
13. Fly Daze – 4:34
14. Bootylicious Vinyl – 3:26

Tracce bonus (edizione Giapponese)
1. Hate – 1:58
2. Song 10 – 2:11

## Formazione
- Justin Mauriello – voce
- Ali Tabatabaee – voce
- Greg Bergdorf – chitarra
- Ben Osmundson – basso
- Ed Udhus – batteria
- Howard Benson – produttore, tastiere